# 华福周
华福周（1946年—），福建连城人，汉族，中华人民共和国政治人物，中国共产党党员，第十一届全国人民代表大会青海地区代表。
毕业于福建师范学院中文系中文专业。2008年，担任全国人大农业与农村委员会委员。